# كوجي ماتسوي (سياسي)
كوجي ماتسوي هو سياسي ياباني، ولد في 1960 بكيوتو في اليابان. حزبياً، نشط في الحزب الديمقراطي الياباني. وقد انتخب عضو مجلس المستشارين ( – 28 يوليو 2013).

## وصلات خارجية
- الموقع الرسمي